# 布里奇曼环形山
布里奇曼环形山（Bridgman）是位于月球背面北半部的一座大撞击坑，约形成于39.2-38.5亿年前的酒海纪，其名称取自美国物理学家，1946年诺贝尔物理学奖获得者珀西·布里奇曼（1882年－1961年），1970年被国际天文学联合会批准接受。

## 描述

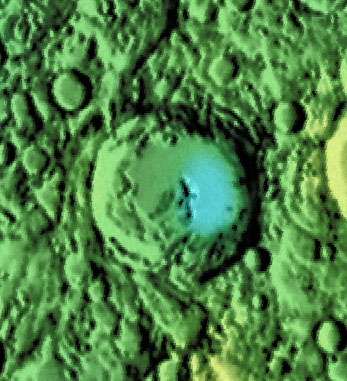
LAC-31 区域图

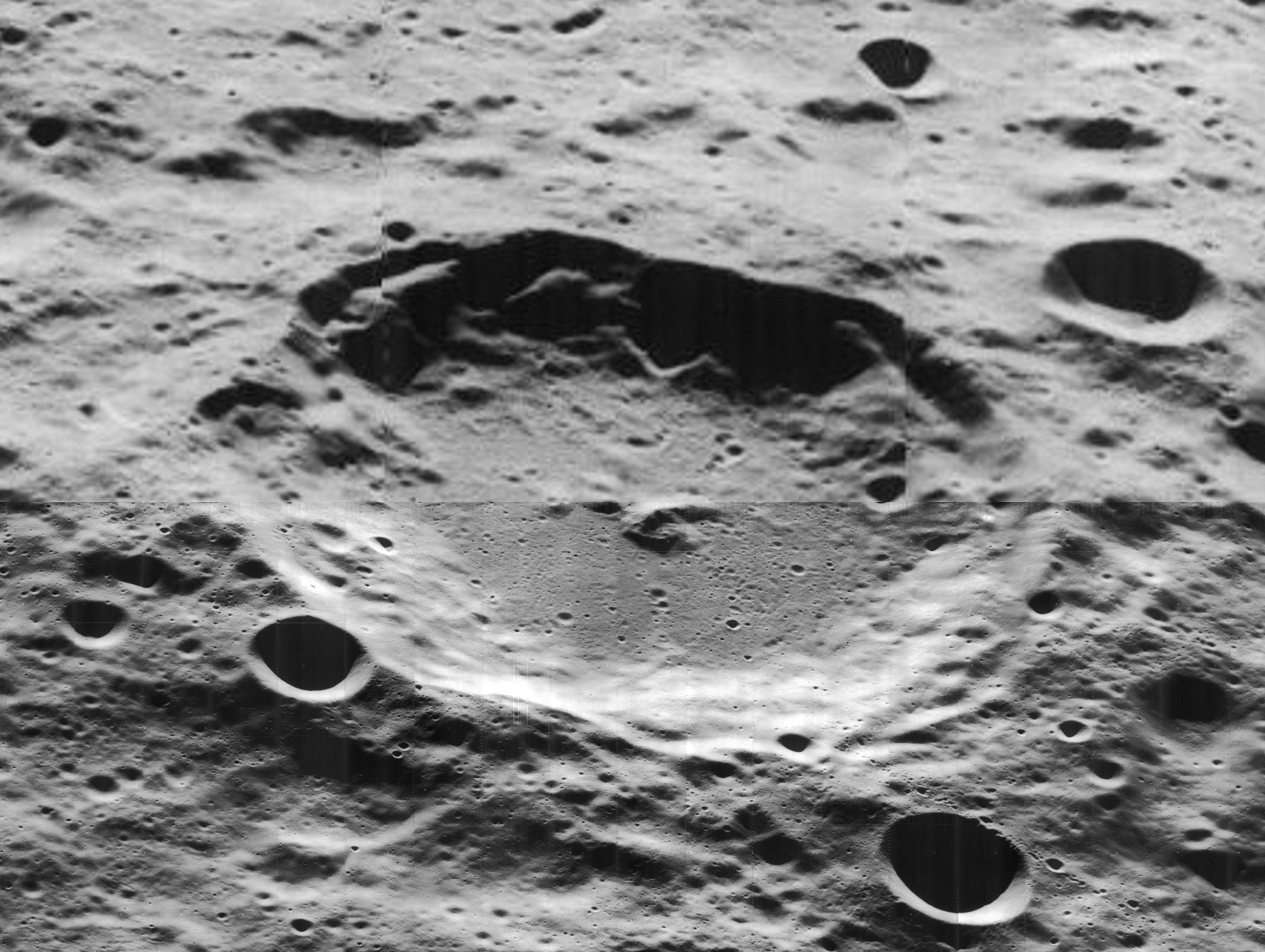
月球轨道器5号拍摄的斜视图

该陨坑东侧毗邻波西环形山、东南偏南靠近维纳环形山、库尔恰托夫环形山和更古老的贝克勒尔环形山分别位于它的东南和西南，而它的南面则分布了库尔恰托夫链坑。
该陨坑中心月面坐标为43°23′N 136°59′E / 43.39°N 136.98°E，直径81.89公里，深度约2.8公里。
布里奇曼环形山外观略似带圆角的多边形状，坑壁稍有磨损，但坑沿尖峭清晰，内侧壁保留有坍塌痕迹和阶地状结构等诸多细节，南端坑壁有一处向内的塌陷。环形山坑壁高出周边地形1370米，内部容积约有6253.75立方千米。坑底地表大体平坦，中心点附近坐落了一群由钙长石（A）和含85-90%斜长石的辉长-苏长-橄长斜长岩（GNTA1）所组成的小中央峰结构。
该环形山形成于西北600公里创建莫斯科海的撞击事件所抛射出的巨岩。

## 卫星陨石坑
按惯例，最靠近布里奇曼环形山的卫星坑将在月图上以字母标注在它的中心点旁边。

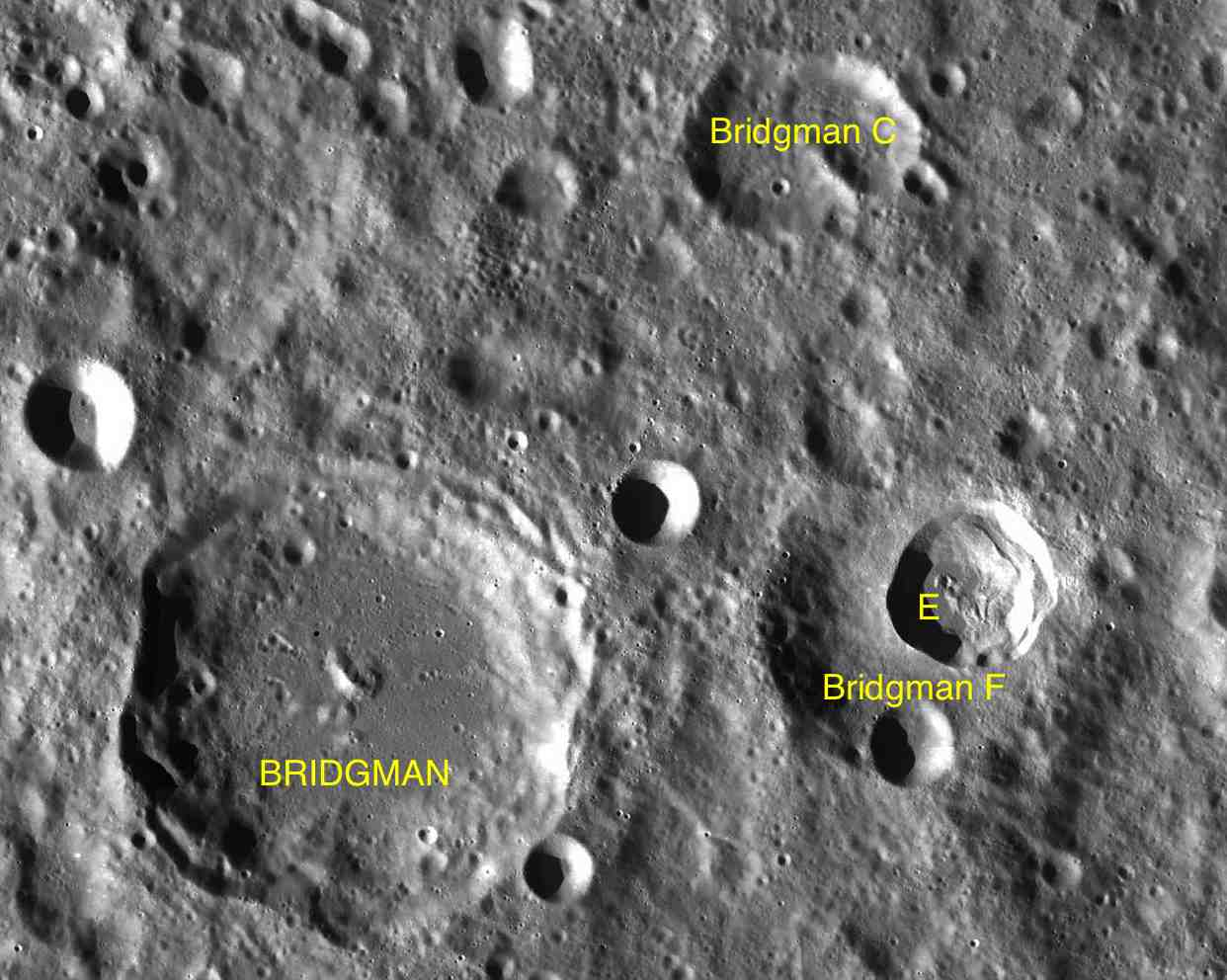
LAC-31 区域图

| 布里奇曼 | 纬度     | 经度      | 直径      |
| -------- | -------- | --------- | --------- |
| C        | 46.57° N | 140.40° E | 40.44公里 |
| E        | 44.08° N | 141.84° E | 27.55公里 |
| F        | 43.85° N | 141.32° E | 51.95公里 |

- 卫星坑布里奇曼 F约形成于酒海纪[1]。

## 另请参阅
- Andersson, L. E.; Whitaker, E. A. . NASA RP-1097. 1982.
- Blue, Jennifer. . USGS. July 25, 2007  [2007-08-05]. （原始内容存档于2018-12-25）.
- Bussey, B.; Spudis, P. . New York: Cambridge University Press. 2004. ISBN 978-0-521-81528-4.
- Cocks, Elijah E.; Cocks, Josiah C. . Tudor Publishers. 1995. ISBN 978-0-936389-27-1.
- McDowell, Jonathan. . Jonathan's Space Report. July 15, 2007  [2007-10-24]. （原始内容存档于2018-12-25）.
- Menzel, D. H.; Minnaert, M.; Levin, B.; Dollfus, A.; Bell, B. . Space Science Reviews. 1971, 12 (2): 136–186. Bibcode:1971SSRv...12..136M. doi:10.1007/BF00171763.
- Moore, Patrick. . Sterling Publishing Co. 2001. ISBN 978-0-304-35469-6.
- Price, Fred W. . Cambridge University Press. 1988. ISBN 978-0-521-33500-3.
- Rükl, Antonín. . Kalmbach Books. 1990. ISBN 978-0-913135-17-4.
- Webb, Rev. T. W.  6th revised. Dover. 1962. ISBN 978-0-486-20917-3.
- Whitaker, Ewen A. . Cambridge University Press. 1999. ISBN 978-0-521-62248-6.
- Wlasuk, Peter T. . Springer. 2000. ISBN 978-1-85233-193-1.